# Rajec
Rajec je naselje v Občini Brežice.

## Prebivalstvo
Etnična sestava 1991:
- Slovenci: 66 (72,5 %)
- Hrvati: 21 (23,1 %)
- Neznano: 4 (4,4 %)